# Gouvernement d'Aigle
1475–1798
Entités précédentes :
- Vidomnat d'Aigle

Entités suivantes :
- District d'Aigle

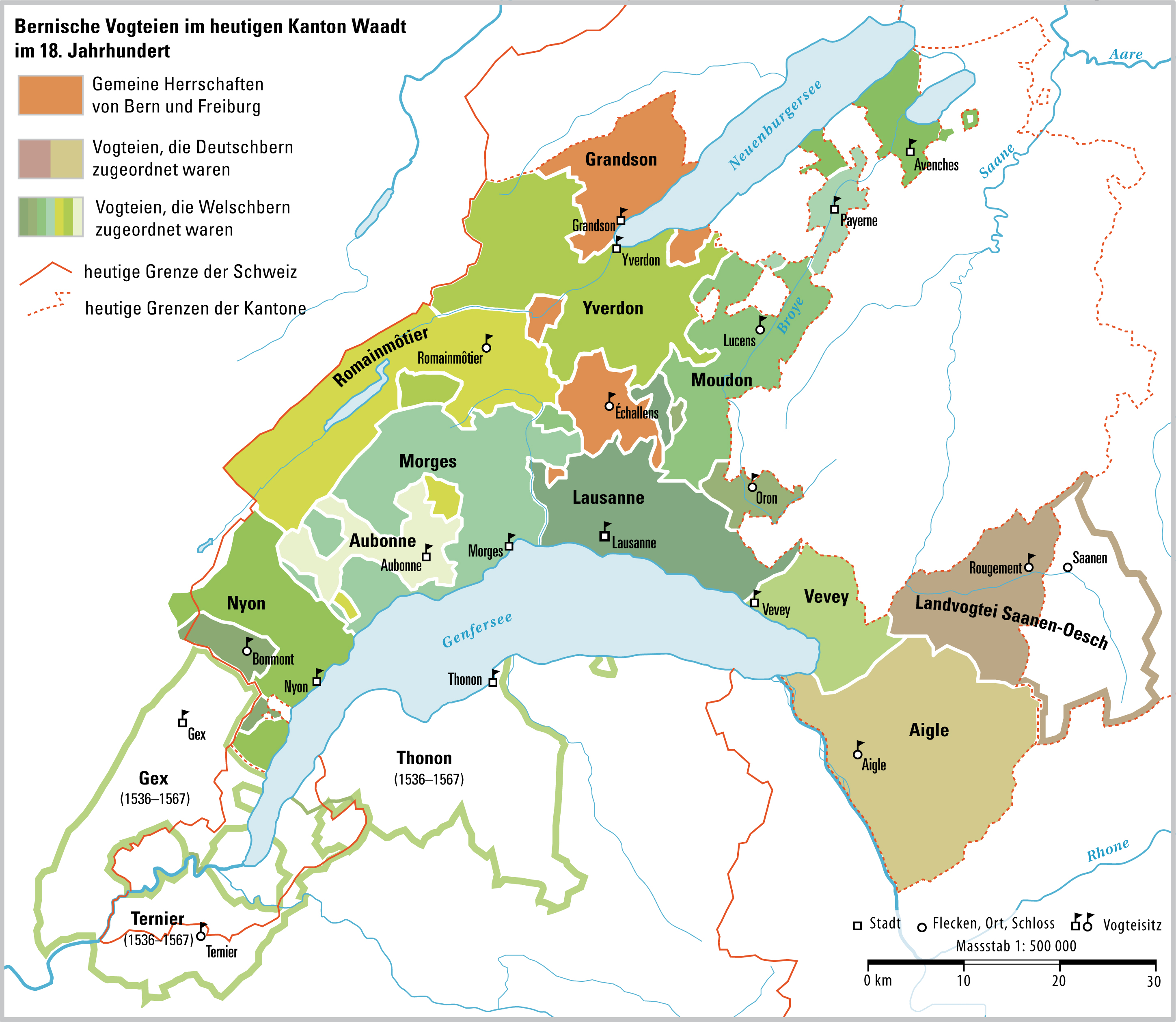
Carte des bailliages bernois au XVIII.

Le gouvernement d'Aigle, également appelé les Quatre Mandements est un gouvernement (équivalent d'un bailliage) bernois créé en 1475, à la suite des guerres de Bourgogne. Il est composé des mandements d'Aigle, d'Ollon, de Bex et des Ormonts. Comme le bailliage de Gessenay, il fait partie des bailliages allemands. En 1798 lors de la création de la République helvétique, le gouvernement d'Aigle et la commune de Villeneuve, amputée au bailliage de Vevey, deviennent le district d'Aigle, intégré au canton du Léman.

## Histoire
Le château est pris le 11 août 1475 par des hommes venant du Gessenay, des Ormonts et de Château d'Oex.
En 1501, Berne achète la seigneurie d'Aigremont (les Ormonts) à Antoine de Gruyère-Aigremont.
En 1533, les bernois achètent à Phillibert de Compey les droits héréditaires des vidomnes d'Aigle.

## Religion
La réforme protestante est prêchée dès 1526. Elle est autorisée formellement en 1527. Après la dispute de Berne (6-26 janvier 1528) remportée par les réformateurs, le Conseil de Berne décrète la Réforme le 7 février 1528 et la messe catholique est interdite dans le gouvernement d'Aigle.

## Gouverneurs
Les gouverneurs résidaient au château d'Aigle,.
Les gouverneurs sont les suivants :
- (1475 : George de Stein (souvent mentionné mais pas attesté) ;)
- 1475-1478 : Nicolas Baumer ;
- 1478-1482 : Pierre Steiger ;
- 1482-1486 : Thomas Schöni ;
- 1486-1490 : Werner ou Leonard Löublin ;
- 1490-1497 : Urs Werder ;
- 1497-1502 : Jean Rodolphe Nägeli ;
- 1502-1509 : Antoine Bruggler ;
- 1509-1512 : Nicolas de Graffenried ;
- 1512-1516 : Jean Huber (1512) Jean de Weingarten (1512-1516) ;
- 1516-1519 : Louis de Diessbach ;
- 1519-1525 : Nicolas de Graffenried ;
- 1525-1528 : Jaques de Rovéréa ;
- 1528-1533 : Felix de Diesbach[3] ;
- 1533-1538 : Antoine Tillier[7] ;
- 1538-1543 : Jean Huber ;
- 1543-1549 : Pierre Sturler ;
- 1549-1553 : Nicolas Tillmann ;
- 1553-1558 : Georges de Weingarten ;
- 1558-1561 : Nicolas de Graffenried ;
- 1561-? : Peter Koch ;
- 1566-? : Abraham de Graffenried ;
- 1574-? : Vincent Dachselhofer ;
- 1577-? : Bénédict d'Erlach ;
- 1583 : Jean d'Erlach ;
- 1583-1585 : Marcuard Zehender ;
- 1585-? : Antoine Dachselhofer ;
- 1591-? : David Michel ;
- 1597-? : Abraham Sturler ;
- 1603-? : Antoine d'Erlach ;
- 1609-? : Bernard de Werdt ;
- 1612-? : Jean-Rodolphe Horn ;
- 1618-? : Pierre Haller ;
- 1623-? : Jean-François de Luternau ;
- 1629-? : François Guder ;
- 1635-? : François-Louis d'Erlach ;
- 1641-? : Jean-Antoine d'Erlach ;
- 1647-? : Jean-François de Luternau ;
- 1653-? : Gabriel de Diessbach ;
- 1659-? : Beat Fischer ;
- 1665-? : Conrad Guder ;
- 1671-? : Louis Sturler ;
- 1673-? : Antoine de Graffenried ;
- 1679-? : Antoine Lombach ;
- 1685-? : Ulrich Thormann ;
- 1691-? : Jean-Philippe Schmalz ;
- 1697-? : Antoine Knecht ;
- 1703-? : Jean-Jaques Fischer ;
- 1708-? : Emmanuel Rychener ;
- 1714-? : Béat-Jacob May ;
- 1720-? : Jaques Jenner ;
- 1725-? : Samuel Matthey ;
- 1731-? : Jean-François Wurstemberger ;
- 1737-? : Samuel Wurstemberger ;
- 1743-? : Béat-Sigismond Ougspurger ;
- 1749-? : Louis de Bonstetten ;
- 1755-1761 : Jaques-Emmanuel Bucher ;
- 1761 : Sigismond-Emmanuel de Graffenried ;
- 1761-1763 : Albrecht von Haller, vice-gouverneur (administrateur provisoire) ;
- 1763 – 1769 : Frédéric-Guillaume de Bondeli, Colonel Gouverneur ;
- 1769-1775 : Jean-Rodolphe Wagner ;
- 1775-1781 : Philippe de Buren, Colonel Gouverneur ;
- 1781-1787 : Nicolas-Alexandre de Watteville ;
- 1787-1793 : Nicolas de Diesbach Sinneringen (1747-1821)
- 1793-1798 : Beat-Emmanuel Tscharner.

### Ouvrages
- Marcel Godet, Henri Türler et Victor Attinger, Dictionnaire historique & biographique de la Suisse, vol. 1, Neuchâtel, Imprimerie Paul Attinger, 1921 (lire en ligne)